# Сонячне затемнення 1 травня 1185 року
Сонячне затемнення 1 травня 1185 року — повне сонячне затемнення 115-го Саросу, яке спостерігали 1 травня 1185 року на території Центральної Америки, північної Європи, частини сучасного Казахстану. Згадки про сонячне затемнення наявні у кількох літературних творах, зокрема у «Слові о полку Ігоревім».

## Хід затемнення
Сонячне затемнення розпочалося близько 13:00:00 UTC у Центральній Америці. Пізніше тінь Місяця перетнула Атлантичний океан та дісталася Європи. Спочатку тінь вкрила територію Шотландії, пізніше — Скандинавського півострова, а потім — північної частини Київської Русі. За 50 км від розташування столиці Казахстану Астани тінь Місяця зникла з планети Земля. Максимум затемнення спостерігався у точці з координатами 46°00′00″ пн. ш. 37°12′00″ зх. д. в Атлантичному океані о 13:18:04 UTC.

## У літературі
Сонячне затемнення згадується у «Слові о полку Ігоревім» — літературній пам'ятці доби Київської Русі:
|  | Глянув Ігор на ясне сонце Та й побачив — військо тьма покрила... |

Під час сонячного затемнення головний герой твору, князь Ігор Святославич, перебував у поході проти половецьких племен на території сучасної України, тому міг бачити неповне сонячне затемнення з фазою не більше 0,8. Про це затемнення як неповне згадується і у Київському літописі в контексті того ж походу Ігоря Святославича:
|  | ...у вечірню годину Ігор, глянувши на небо, побачив, що сонце стояло, яко місяць... |

Новгородський перший літопис описує затемнення як повне:
|  | Въ лЂто 6693 [1185]. Маия въ 1 день, въ час 10 дни, яко въ звонение вечернее, солнце помьрче, яко на часу и боле, и звезды быша, и пакы просветися, и ради быхомъ. |

Про затемнення згадується і у середньовічних хроніках Британських островів, зокрема шотландських «Анналах Мельрозського монастиря» та валлійській «Хроніці принців».